# خانه علی‌اکبر اصغرزاده
خانه علی‌اصغر اصغرزاده مربوط به دوره قاجار است و در شیراز، روبروی مسجد جامع عتیق، پلاک ۱۸ واقع شده و این اثر در تاریخ ۱۰ خرداد ۱۳۸۲ با شمارهٔ ثبت ۸۹۶۷ به‌عنوان یکی از آثار ملی ایران به ثبت رسیده است.